# قطعنامه ۷۲۵ شورای امنیت
قطعنامه ۷۲۵ شورای امنیت سازمان ملل متحد که در تاریخ ۳۱ دسامبر ۱۹۹۱ تصویب شد، سندی بین‌المللی دربارهٔ صحرای غربی است. این قطعنامه طی نشست ۳۰۲۵ام با ۱۵ رای موافق، ۰ مخالف و ۰ ممتنع تصویب شد.